# The Goldbergs
The Goldbergs is een Amerikaanse komische televisieserie uit 2013 van ABC. Het verhaal speelt zich af in de jaren 80 en wordt verteld vanuit het standpunt van jongste zoon Adam, die terugkijkt op zijn jeugd. 
Na een succesvol eerste seizoen van 23 afleveringen besloot ABC om ook een tweede seizoen van de reeks te bestellen. Ondertussen loopt het vierde seizoen sinds september 2016 in de Verenigde Staten.
In Nederland wordt de serie uitgezonden door STAR Channel (tot 2023: Fox) en sinds april 2021 door Comedy Central. In België loopt de reeks sinds augustus 2018 op Comedy Central.

## Verhaal
The Goldbergs speelt zich af in de late jaren 80 in Jenkintown, Pennsylvania, en is gebaseerd op de jeugdherinneringen van de bedenker van de show, Adam F. Goldberg. Veel van zijn herinneringen worden nagespeeld in het programma en videobeelden uit die tijd worden door de show heen verweven. De ouders van Adam, Murray en Beverly, worden gespeeld door Jeff Garlin en Wendi McLendon-Covey. De twee oudste kinderen worden gespeeld door Hayley Orrantia, die de rol van Erica op zich neemt en Troy Gentile, die Barry vertolkt. Adam zelf wordt gespeeld door Sean Giambrone, die het hele leven van zijn gezin opneemt met zijn videocamera. Beverly’s vader Albert “Pops” Solomon, wordt gespeeld door George Segal. Het verhaal wordt verteld door een oudere versie van Adam (met de stem van Patton Oswalt).

## Rolverdeling
| Acteur               | Rol                   | Beschrijving personage |
| -------------------- | --------------------- | --- |
| Wendi McLendon-Covey | Beverly Goldberg      | De moeder van de familie Goldberg. Ze is duidelijk de baas in huis en kan het niet nalaten zich met alle aspecten van het leven van haar kinderen te bemoeien.                                                                                 |
| Jeff Garlin          | Murray Goldberg       | De vader van het gezin Goldberg. Werkt in een meubelwinkel die hij heeft overgenomen van Pops en bemoeit zich weinig met de opvoeding van de kinderen. Hij ziet zijn vrouw dolgraag maar durft haar niet tegen te spreken.                     |
| Hayley Orrantia      | Erica Goldberg        | De oudste dochter van het gezin en een echte, rebelse tiener. |
| Troy Gentile         | Barry Goldberg        | De middelste van de 3 kinderen. Doet heel hard zijn best om op te vallen bij de meisjes en pest zijn kleine broertje vaak. |
| Sean Giambrone       | Adam Goldberg         | De jongste van de 3 Goldberg kinderen. Krijgt van zijn ouders een videocamera en neemt alles op wat er in het gezin gebeurt. Het verhaal wordt ook verteld vanuit zijn standpunt, maar dan op latere leeftijd (met de stem van Patton Oswalt). |
| George Segal         | Albert "Pops" Solomon | De vader van Beverly. Is een echte casanova en probeert zijn kleinkinderen wat levenswijsheden en liefdesadvies mee te geven, vaak tot grote ergernis van zijn dochter Beverly.                                                                |

## DVD
Seizoen 1 en 2 zijn nog niet beschikbaar op DVD in de Benelux.
| DVD                     | Reg. 1           | Reg. 2 | Aantal afleveringen |
| ----------------------- | ---------------- | ------ | ------------------- |
| Volledig eerste seizoen | 9 september 2014 | -      | 23                  |